# Лэйн, Дэвид
Дэ́вид И́ден Лэйн (англ. David Eden Lane; 2 ноября 1938, Уоден, штат Айова — 28 мая 2007, Терре-Хот, штат Индиана) — американский преступник, белый сепаратист, неонацист. Член террористической организации белых супремасистов «The Order», он был осуждён на 190 лет тюрьмы за рэкет и соучастие в преступлениях, включая убийство радиожурналиста-еврея Алана Берга. Умер, находясь в заключении в федеральном исправительном комплексе города Терре-Хот, штат Индиана. Является автором популярного среди неонацистов лозунга «14/88» и манифеста «88 заповедей» — руководства по обеспечению «установления, сохранения и защиты белого общества».

## Биография
Дэвид Лэйн родился в 1938 году и был четвёртым по счету ребёнком, у него был старший брат и две сестры. Отец — алкоголик, бросил семью, когда Дэвиду было 4 года, его мать работала певицей в баре. На следующий год его старший брат был арестован после того, как он рылся в поисках еды в мусорном баке соседа. Из-за этого все дети семьи Лэйнов оказались в детском доме. Позднее Дэвида и его старшего брата усыновила семья лютеранского священника, «которого практически никто не мог выносить, отчего он не задерживался надолго ни в одной церкви». Лэйн описывал своего приёмного отца как «фундаменталиста, приверженца старых понятий». С новой семьёй Дэвид часто переезжал, нигде не останавливаясь надолго, вся его жизнь тогда была наполнена бесчисленными часами церковных служб, заутрен, вечерен, проповедей и изучения Библии. Однако ничего кроме презрения христианская религия у мальчика не вызывала. В то же время имена древних языческих скандинавских богов, Одина и Тора, вызывали у Дэвида особый интерес.
Его родители были твёрдо убеждены, что девушка Лэйна могла бы быть только лютеранкой. И в течение многих лет они думали, что первая его любовь была Розали (англ. Rosalie), девочка, живущая неподалёку. Но в первом классе он увидел Мэри (англ. Mary): «крошечный католический ангел с золотыми волосами, голубыми глазами и неописуемым очарованием». Он был полностью очарован и уже спустя много лет вспоминал, что с того времени целью его жизни стало сделать так, «чтобы красота белых арийских женщин не исчезла с лица нашей планеты навсегда».
Лэйн часто вспоминал, как вместе с братом играл во Вторую мировую войну. Дэвид всегда вызывался играть немца и с удовольствием скандировал «Sieg Heil», отдавая салют правой рукой. Он также отчетливо помнил, что часто спорил с матерью, уверявшей его, что немцы убили огромное количество евреев.

### Становление расистских взглядов
После постоянных путешествий по среднему западу США приемные родители Дэвида обосновались в городке Ороре, штат Колорадо, где он стал посещать среднюю школу.
Дэвид вступил в Общество Джона Бёрча, в котором достаточно быстро разочаровался. Однако именно тогда Дэвид поверил в существование «международного сионистского заговора» и в то, что практически все СМИ тайно управляются одной группой лиц:

Мне нужно было немного времени, чтобы понять, что всё это — правда. С того момента всё стало понятно… К 1978 году моё расследование в общих чертах было завершено, и его основные выводы чётко выкристаллизовались в моей голове. Народами Запада правили ставленники сионистских заговорщиков… А их главной целью было уничтожение Белой Арийской Расы.
Оригинальный текст (англ.)I only had to take the time to verify its truth in the library and elsewhere. From there everything fell into place….By 1978 my research was essentially complete and the real problem was sharply delineated in my mind. The Western nations were ruled by a Zionist conspiracy….the Zionist conspiracy above all things wants to exterminate the White Aryan race.

В это время Дэвид Лэйн издал свой первый буклет под названием «Гибель Белой Расы», который он самостоятельно распространял в округе Денвер. В то время он хотел стать профессиональным игроком в гольф. Лейн стал работать риэлтором, однако из-за своих убеждений отказался продавать людям чёрного цвета кожи дома в «белых районах», за что незамедлительно был лишен лицензии. После этого стал работать в страховой компании, где имелся аппарат для ксерокопирования.

Каждое утро я печатал по 500—1000 листовок, а в обеденный перерыв и на выходных их распространял.
Оригинальный текст (англ.)Each morning I would run off 500-1000 copies, and at lunch and on the weekend, I would distribute them.

Лэйн организовал в Денвере штаб Белой американской политической ассоциации, базировавшейся в Калифорнии организации, известной сегодня как «Белое арийское сопротивление» (лидер — Том Мецгер (англ. Tom Metzger)).

### «The Order»
Осенью 1983 года на одной из конференций «Арийских наций» Лэйн познакомился с Робертом Мэтьюсом (англ. Robert Mathews), харизматичным тридцатилетним сторонником Национального альянса, которого раздражала бездеятельность организаций того времени, исповедующих белый национализм. Мэтьюс начал собирать вокруг себя единомышленников из различных организаций белых расистов: Национального альянса, Арийских наций, Клана. Его целью было партизанское восстание, которые приведёт к созданию белого расового государства на Северо-Западном побережье США.
22 сентября 1983 года Лэйн был среди девяти членов-учредителей «The Order» (рус. «Порядок»), которые поклялись в верности организации, посвятившей себя освобождению «наших людей от евреев и достижения полной победы арийской расы». Конечной целью было свержение правительства США. Группа росла, в книге «Дневники Тёрнера», автором которой был наставник Мэтьюса Уильям Пирс (англ. William Pierce), была описана её стратегия.
Для финансирования своих целей организация осуществляла насильственные преступления. Первым было ограбление секс-шопа, с которого они получили менее 400 $. После этого атаки стали более эффективными, они совершили ряд нападений на банки, а также взорвали театр и синагогу. Организация занималась печатанием фальшивых денег в большом объёме, а также нападением на бронированные инкассаторские машины, вследствие чего получила около 3,8 млн долларов США.
«The Order» составили список врагов и 18 июня 1984 Брюс Пирс, при участии ещё нескольких членов организации, убил Алана Берга, занимавшего в списке вторую позицию. Непосредственно убийство осуществил Брюс Пирс, а Дэвид Лэйн руководил отходом боевиков. Пистолет, оставленный на месте убийства Робертом Мэтьюсом, вывел ФБР на организацию. Спустя всего месяц, 9 июля 1984 года, группа из 12 человек атаковала бронированный банковский грузовик в Юкайе, штат Калифорния, совершив ограбление на сумму 3 600 000 долларов. Дэвид отвечал за связь между группами и руководил тактическими операциями. Когда ФБР напали на его след, он укрылся на ферме верных друзей возле Вулвайн (штат Виргиния).
Впоследствии организация была обвинена в хищении более 4,1 млн долл. США, угоне бронированного автомобиля, убийстве двух человек, взрыве бомбы, подделке денег, организации военных лагерей по подготовке и проведению многочисленных других преступлений.
Том Мартинес (англ. Tom Martinez), член отделения «Порядка» в Филадельфии, арестованный за изготовление поддельных банкнот, согласился сотрудничать со следствием. Благодаря Мартинесу удалось арестовать большинство членов организации.

## Суды и заключения
Первый суд состоялся в Сиэтле, штат Вашингтон, в апреле 1985 года. За месяц до него Лэйн был арестован на автостоянке в Уинстон-Салем, Северная Каролина. 23 члена «Порядка», включая Лэйна, были обвинены в вымогательстве и прочих преступлениях, согласно закону РИКО, предусматривающему расширенную уголовную ответственность за действия, совершенные в рамках преступной организации. Из всех членов организации только одиннадцать обвиняемых признали себя виновными, и вследствие чего смогли избежать наказания, а десять человек, включая Дэвида Лэйна, были осуждены. Перед оглашением приговора Лэйн обратился к судьям с пятнадцатиминутной речью, в частности заявив: «Я не признаю правительство, единственной целью которого есть уничтожение моей Расы… Я отдал всё, что у меня было, и всё, чем я являюсь, за то, чтобы пробудить мой Народ от смертельного сна…». Лэйн был приговорён к 40 годам заключения, а Ричард Скутари, руководитель службы безопасности организации, пойманный лишь к концу 1986 года — к 60 годам тюрьмы.
Находясь в заключении Лэйн писал книги по «теории заговора». В 1994 году женился на Катюше «Кате» Мэддокс (англ. Katuscha «Katya» Maddox), вместе с которой создал издательство «14 Word Press». В 1997 году Лэйн написал одностраничное введение к книге Рона Маквэна «Creed of Iron: Wotansvolk Wisdom», посвященной вотанизму.
В октябре 2001 года Катя объявила, что дальше ежедневной деятельностью «14 Word Press» займется Стив Уэйгэнд.
В 2004 году Лейн написал короткий рассказ, названный «KD Rebel», действия которого происходят в ближайшем будущем, и рассказывается о колонии вотанистов, установивших контроль над частями западного Колорадо, Юты, Айдахо, Монтаны и Вайоминга, которую они называют Кинсленд. История в основном сосредоточена на практике похищения молодых девушек и женщин из городских районов, для того, чтобы воспитывать их в вотанизме. Лейн выступает здесь за многожёнство, как часть вотанизма.
Умер Лейн вечером 28 мая 2007 года во сне от приступа эпилепсии в тюрьме штата Индиана.

## Убеждения
Лэйн является автором популярного в среде неонацистов лозунга «14/88» и манифеста «88 заповедей» — руководства для обеспечения, защиты, сохранения и установления белого общества. Число 14 означает количество слов во фразе: «We must secure the existence of our people and a future for white children» — «Мы должны защитить само существование нашего народа и будущее для белых детей» или во фразе «Because the beauty of the White Aryan woman must not perish from the earth» — «Чтобы красота Белой арийской женщины никогда не исчезла с лика земли!».
При этом число 88, без «14», стало кодовым словом нацистов задолго до Лэйна. Оно представляло собой закамуфлированное нацистское приветствие Heil Hitler (H является 8-й буквой латиницы) и было введено в оборот в 1945 году не смирившимися с капитуляцией гитлеровских войск фанатиками из среды эсэсовцев и гитлерюгендовцев.
Лэйн полагал, что белые люди нуждаются в своём собственном этнократическом государстве, чтобы выжить, и заявлял:

Сегодня, в год 2005, приблизительно два процента населения Земли — белые женщины детородного возраста или младше. Белая раса мертва!… Оставшиеся белые безнадёжно интегрированы, запуганы, зомбированы, генетически смешаны и быстро растворяются среди шести миллиардов цветных.
Оригинальный текст (англ.)Today, in the year 2005, approximately two percent of earth's population is White female of child bearing age or younger. The White race is dead!... The remaining whites are hopelessly integrated, terrorized, brain washed, miscegenated and are rapidly being overrun by six billion coloreds.
— Открытое письмо мёртвой расе
Он полагал, что христианство вредит белым людям, потому что философия этой религии отрицает законы природы и имеет еврейское происхождение. Альтернативой ему Лэйн считал основанное на природе европейское язычество как оригинальную религию белых. Он считал белых людей, которые поддерживали «сионистский заговор», предателями расы.
Многие входившие во внутренний круг организации The Order называли себя одинистами. Различные расистские неоязычники поддержали лозунг Четырнадцати слов, который был разработан Дэвидом Лэйном.

## Публикации
- Ron McVan. Creed of Iron: Wotansvolk Wisdom. — Fourteen Word Pr, 1997. — 176 с. — ISBN 0967812305.
- David Lane. Deceived, Damned & Defiant: The Revolutionary Writings of David Lane. — Fourteen Word Pr, 1999. — 373 с. — ISBN 0967812321.
- David Lane. KD rebel. — 2001. — 59 с.
- Повстанцы Защитников Родины. — 2022 (пер. на русский).